# Łapszywa
Łapszywa, Polana Łapsowa Niżna – polana w Gorcach, na południowych zboczach Bukowiny Obidowskiej. Położona jest na wysokości około 860–915 m, w widłach dwóch źródłowych cieków potoku Zadział. Nazywana jest też czasami Polaną Łapsową, w odróżnieniu od drugiej, wyżej położonej o nazwie Polana Łapsowa Wyżna. Nazwa obydwu pochodzi od Bartłomieja Łapsy.

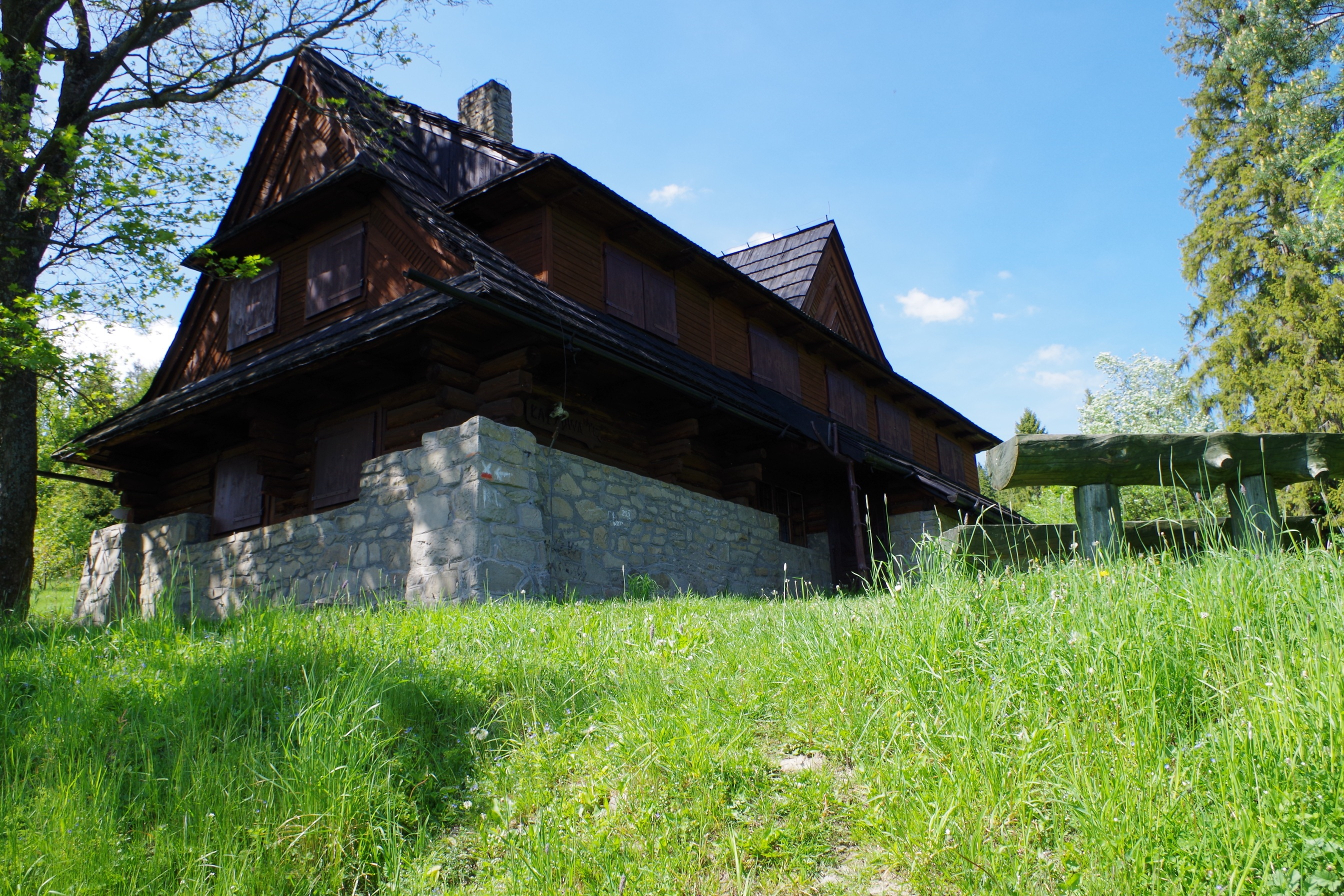
„Koliba” na Polanie Łapsowej

W 1937 r. polanę Łapszywą od rodziny Łapsów wykupiła Szkoła Rolnicza w Nowym Targu (obecnie jest to Technikum Weterynaryjne), która prowadziła tutaj wypas owiec. W czasie II wojny światowej (lata 1941–1942) wybudowano na polanie eksperymentalną stajnię i prowadzono doświadczalną uprawę traw. W latach 60. budynek ten przejęty został przez Miejskie Przedsiębiorstwo Gospodarki Komunalnej w Nowym Targu. W latach 70 przez krótki okres działał jako Schronisko na Łapsowej Polanie „Koliba”, później znów stał się własnością MPGK. Przez długi czas był dla turystów niedostępny, jednak od początku maja 2017 roku „Koliba” wznowiła działalność.
Łapszywa znajduje się poza obszarem Gorczańskiego Parku Narodowego, w granicach miasta Nowy Targ. Prowadzi przez nią szlak turystyczny. Z polany widoki na Nowy Targ, Czubę Ostrowską, Tatry i Pieniny Spiskie.
Szlak turystyczny:  Nowy Targ – Łapszywa – Dziaciowa. Odległość 6,7 km, suma podejść 350 m, czas przejścia 2:15 h, z powrotem 1:20 h.